# Irpex ochrosimilis
Irpex ochrosimilis är en svampart som beskrevs av Lloyd 1924. Irpex ochrosimilis ingår i släktet Irpex och familjen Meruliaceae.   Inga underarter finns listade i Catalogue of Life.